# Andrena cyanomicans
Andrena cyanomicans är en biart som beskrevs av Pérez 1895. Andrena cyanomicans ingår i släktet sandbin, och familjen grävbin. Inga underarter finns listade i Catalogue of Life.